# Бібліотека імені Миколи Трублаїні для дітей
Бібліотека імені М. Трублаїні для дітей Печерського району м.Києва.

## Адреса
01133 м.Київ, бульвар Марії Примаченко, 7

## Характеристика
Площа приміщення бібліотеки - 315 м², книжковий фонд - 27,5 тис. примірників. Щорічно обслуговує 2,8 тис. користувачів, кількість відвідувань за рік - 23,0 тис., книговидач - 62,0 тис. примірників.

## Історія бібліотеки
Бібліотека заснована у 1953 році. У 1957 році бібліотеці присвоєно ім'я українського дитячого письменника Миколи Петровича Трублаїні. Бібліотечне обслуговування: 2 абонементи, 2 читальні зали.